# Chris Newton
Christopher Newton –conocido como Chris Newton– (Middlesbrough, 29 de septiembre de 1973) es un deportista británico que compitió en ciclismo en las modalidades de pista, especialista en las pruebas de persecución por equipos y puntuación, y ruta.
Participó en cuatro Juegos Olímpicos de Verano, entre los años 1996 y 2008, obteniendo en total tres medallas, bronce en Sídney 2000, en la prueba de persecución por equipos (junto con Bryan Steel, Paul Manning y Bradley Wiggins), plata en Atenas 2004, persecución por equipos (con Stephen Cummings, Robert Hayles, Paul Manning y Bradley Wiggins), y bronce en Pekín 2008, en puntuación.
Ganó siete medallas en el Campeonato Mundial de Ciclismo en Pista entre los años 2000 y 2009.

## Medallero internacional
| Juegos Olímpicos   | Juegos Olímpicos              | Juegos Olímpicos  | Juegos Olímpicos        |
| Año                | Lugar                         | Medalla           | Competición             |
| ------------------ | ----------------------------- | ----------------- | ----------------------- |
| 2000               | Sídney ( Australia)           | Medalla de bronce | Persecución por equipos |
| 2004               | Atenas ( Grecia)              | Medalla de plata  | Persecución por equipos |
| 2008               | Pekín ( China)                | Medalla de bronce | Puntuación              |
| Campeonato Mundial |                               |                   |                         |
| Año                | Lugar                         | Medalla           | Competición             |
| 2000               | Mánchester ( Reino Unido)     | Medalla de plata  | Persecución por equipos |
| 2001               | Amberes ( Bélgica)            | Medalla de plata  | Persecución por equipos |
| 2002               | Ballerup ( Dinamarca)         | Medalla de oro    | Puntuación              |
| 2002               | Ballerup ( Dinamarca)         | Medalla de bronce | Persecución por equipos |
| 2004               | Melbourne ( Australia)        | Medalla de plata  | Persecución por equipos |
| 2005               | Los Ángeles ( Estados Unidos) | Medalla de oro    | Persecución por equipos |
| 2009               | Pruszków ( Polonia)           | Medalla de bronce | Puntuación              |

1. ↑  Compitió en la ronda de clasificación.

## Palmarés

### Pista

#### Juegos Olímpicos
- Sídney 2000 :  Medalla de bronce en persecución por equipos (con Paul Manning, Robert Hayles, Bradley Wiggins, Bryan Steel y Jonny Clay)

- Pekín 2008 :  Medalla de bronce en la carrera a los puntos

#### Campeonatos del mundo
| 2000 - Subcampeón en persecución por equipos 2001 - Subcampeón en persecución por equipos 2002 - Campeón del mundo en la carrera a los puntos - Bronce en persecución por equipos | 2004 - Subcampeón en persecución por equipos 2005 - Campeón del mundo en persecución por equipos 2009 - Bronce en la carrera a los puntos |

#### Copa del mundo
| 2003 - Bronce en la carrera a los puntos en Aguascalientes 2004 - Plata en la carrera a los puntos en Sídney - Bronce en scratch en Moscú 2004-2005 - Bronce en la carrera a los puntos en Los Ángeles 2005-2006 - Plata en persecución por equipos en Mánchester - Bronce en la carrera a los puntos en Sídney 2006-2007 - Oro en persecución por equipos en Mánchester - Plata en la carrera a los puntos en Los Ángeles | 2007-2008 - Clasificación general de la carrera a los puntos - Plata en la carrera a los puntos en Pekín - Bronce en la carrera a los puntos en Copenhague - Bronce en la carrera a los puntos en Los Ángeles 2008-2009 - Clasificación general de la carrera a los puntos - Oro en la carrera a los puntos en Mánchester - Oro en la carrera a los puntos en Pekín - Oro en persecución por equipos en Copenhague - Plata en scratch en Pekín 2009-2010 - Oro en la carrera a los puntos en Mánchester |

#### Juegos de la Commonwealth
- Manchester 2002 :  Medalla de plata en persecución por equipos
- Manchester 2002 :  Medalla de bronce en la carrera a los puntos
- Melbourne 2006 :  Medalla de oro en persecución por equipos

#### Campeonatos nacionales
- Campeón de Gran Bretaña en scratch : 2003, 2004, 2006, 2008 y 2009
- Campeón de Gran Bretaña en la carrera a los puntos: 2004, 2007, 2008 y 2009
- Campeón de Gran Bretaña en persecución por equipos : 2006

### Carretera
| 1999 - Campeonato del Reino Unido Contrarreloj 2000 - Campeonato del Reino Unido Contrarreloj - 2 etapas del Tour de Olympia 2001 - 1 etapa del Cinturón a Mallorca - Circuit des Mines 2002 - 3 etapas del FBD Insurance Rás - 1 etapa del Ytong Bohemia Tour - Tour de la Manche 2003 - FBD Insurance Rás, más 1 etapa | 2005 - FBD Insurance Rás, más 3 etapas 2006 - 2 etapas del FBD Insurance Rás - 1 etapa de la Boucles de la Mayenne 2007 - 2.º en el Campeonato del Reino Unido Contrarreloj 2008 - 1 etapa del FBD Insurance Rás 2009 - 3.º en el Campeonato del Reino Unido Contrarreloj |